# Gerlach

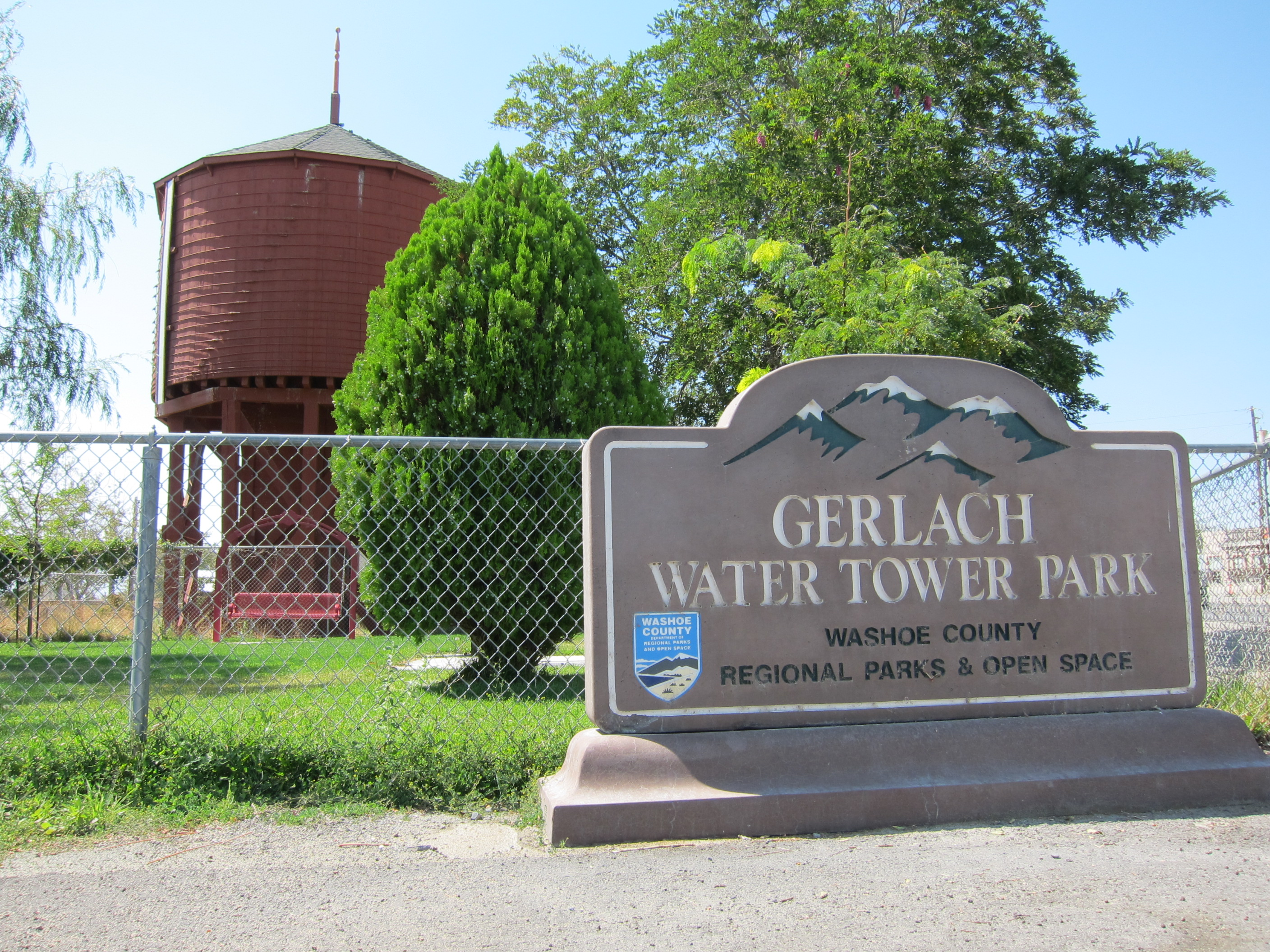
A torre de água em Gerlach

Gerlach é uma região censitária do condado de Washoe, estado do Nevada, nos Estados Unidos. Até 2010 fazia parte da região censitária de Gerlach-Empire, o censo de 2010, criou duas regiões censitárias separadas: Empire e Gerlach. A população era de 206 habitantes. Faz parte da  Reno–Sparks Metropolitan Statistical Area. A vila mais próxima, excluindo Empire (agora cidade-fantasma) é Nixon a cerca de 97 quilómetros. Fica a sul de uma reserva pertencente à Pyramid Lake Paiute Tribe. Os géisers Fly Geyser e os Three Buddhas geysers ficam perto de Gerlach.

## Geografia
De acordo com o  United States Census Bureau, Gerlach tem uma área total de 8,1 km2, toda constituída por terra firme. O seu ponto mais elevado fica 1.203 metros de altitude.

## Economia
A economia de Gerlach depende do turismo, fica nas proximidades do Deserto de Black Rock e caça. A mina de gipsita em Empire  encerrou em 31 de janeiro de 2011, eliminando 95 empregos.
Outras atividades são a estação da Union Pacific e serviços públicos do condado de Washoe que inclui o departamento de estradas do condado e uma escola pública  K–12 pertencente ao  Washoe County School District; o futuro da escola the future of the Gerlach K–12 School é desconhecido, por causa do fecho da fábrica de Empire, apenas uma dúzia de crianças se manterá em Gerlach. Muitos dos habitantes de Gerlach são reformados. Muitos dos residentes de Gerlach têm também pequenos negócios. Muitos desses negócios são baseados na Internet devido à localização remota da vila. Caçadores de todo o oeste viajam para Gerlach para caçar uma grande variedade de animais: gansos, perdizes, cervídeos, antílopes, etc.
Desde 1991, tem lugar um festival contracultura  1991, Burning Man,com 56,149 participantes (dados de 2012) tem-se realizado nas proximidades. Devido ao aparecimento e ações de muitos participantes, o evento é reponsável por cerca de 20% das vendas nos poucos estabelecimentos comerciantes na área envolvente que incluem proximidade de gasolina e mercearias. O Deserto Black Rocké também o local de muitas atividades recreativas realizadas um pouco por todo o ano.

## História
Gerlach foi fundada durante a construção da Feather River Route da Western Pacific Railroad entre  1905 e 1909.

## Transportes
O acesso de autoestrada a Gerlach é fornecido pela State Route 447.  Pode-se ter acesso a ela via três antigas autoestradas: State Route 34, State Route 48, e State Route 49 (também conhecida como Jungo Road).
Gerlach tem um aeródromo que não é utilizado a não ser em situações de emergência.

## Cinema
Gerlach foi umas dos locais de filmagem do filme Far from Home (1989). Gerlach também foi o lugar do primeiro filme de Gary Cooper The Winning of Barbara Worth (1926).